# Région métropolitaine de la Vallée du Rio Itajaí

Localisation de la région métropolitaine de la Vallée du Rio Itajaí

La région métropolitaine de la Vallée du Rio Itajaí (Região Metropolitana do Vale do Itajaí en portugais) fut créée en 1998 par la loi n°162 de l'État de Santa Catarina, dissoute en 2007 par la loi n°381 de l'État de Santa Catarina et recréée à l'identique en 2010 par la loi n°495.
Elle regroupe cinq municípios formant une conurbation autour de Blumenau. Onze autres municipalités forment l'« aire d'expansion » de la Région Métropolitaine. Au total, 16 municipalités sont liées dans cette entité territoriale.
La région métropolitaine s'étend sur 1 680 km2 (3 327 km2 en comptant l'aire d'expansion) pour une population totale de près de 460 000 habitants en 2006 (plus de 635 000 habitants en comptant l'aire d'expansion).

## Liste des municipalités
| Région métropolitaine | Région métropolitaine | Région métropolitaine |
| Ville                 | Population (hab.)     | Superficie (km²)      |
| --------------------- | --------------------- | --------------------- |
| Blumenau              | 298 603               | 520                   |
| Gaspar                | 54 396                | 386                   |
| Indaial               | 47 612                | 431                   |
| Timbó                 | 33 462                | 127                   |
| Pomerode              | 24 607                | 216                   |
| Total                 | 458 680               | 1 680                 |

| Aire d'expansion | Aire d'expansion  | Aire d'expansion |
| Ville            | Population (hab.) | Superficie (km²) |
| ---------------- | ----------------- | ---------------- |
| Brusque          | 89 254            | 283              |
| Guabiruba        | 15 246            | 174              |
| Ilhota           | 11 406            | 253              |
| Rodeio           | 11 126            | 131              |
| Benedito Novo    | 9 578             | 385              |
| Rio dos Cedros   | 9 159             | 556              |
| Luiz Alves       | 9 108             | 260              |
| Apiúna           | 9 103             | 494              |
| Ascurra          | 7 505             | 112              |
| Botuverá         | 3 536             | 303              |
| Doutor Pedrinho  | 3 145             | 376              |